# Sabino Angoitia
Sabino Angoitia Gaztelu nacido el 21 de octubre de 1958 en Lemona (Vizcaya) es un exciclista español, profesional entre los años 1983 y 1989, durante los que destacó como esprínter de nivel medio especialista en ganar clasificaciones menores (metas volantes y esprints especiales) de las vueltas de una semana.
En su paso por categoría amateur destaca su victoria en el Campeonato de España en contrarreloj por equipos en el año 1981 (junto con Jon Koldo Urien, Jon "Tati" Egiarte y Julián Gorospe). 
En la actualidad es uno de los directores deportivos del equipo ciclista Geox-TMC.

## Palmarés
1983
- Clasificación de las metas volantes de Vuelta a España

1984
- 1 etapa de la Semana Catalana

1985
- 1 etapa de la Vuelta a Murcia

1987
- Subida al Txitxarro

1989
- Subida al Txitxarro

## Resultados en Grandes Vueltas y Campeonato del Mundo
Durante su carrera deportiva ha conseguido los siguientes puestos en las Grandes Vueltas y en los Campeonatos del Mundo en carretera:
| Carrera         | 1983 | 1984 | 1985 | 1986 | 1987 | 1988 | 1989  |
| --------------- | ---- | ---- | ---- | ---- | ---- | ---- | ----- |
| Giro de Italia  | -    | -    | -    | -    | -    | -    | -     |
| Tour de Francia | -    | -    | -    | -    | -    | -    | -     |
| Vuelta a España | -    | 56.º | 86.º | 84.º | -    | -    | 128.º |
| Mundial en Ruta | -    | -    | -    | -    | -    | -    | -     |

-: No participa

Ab.: Abandono

## Equipos
- Hueso (1983-1985)
- Zahor (1986-1987)
- Baque Zeus (1988)
- Puertas Mavisa (1989)